# Álvaro Siza Vieira

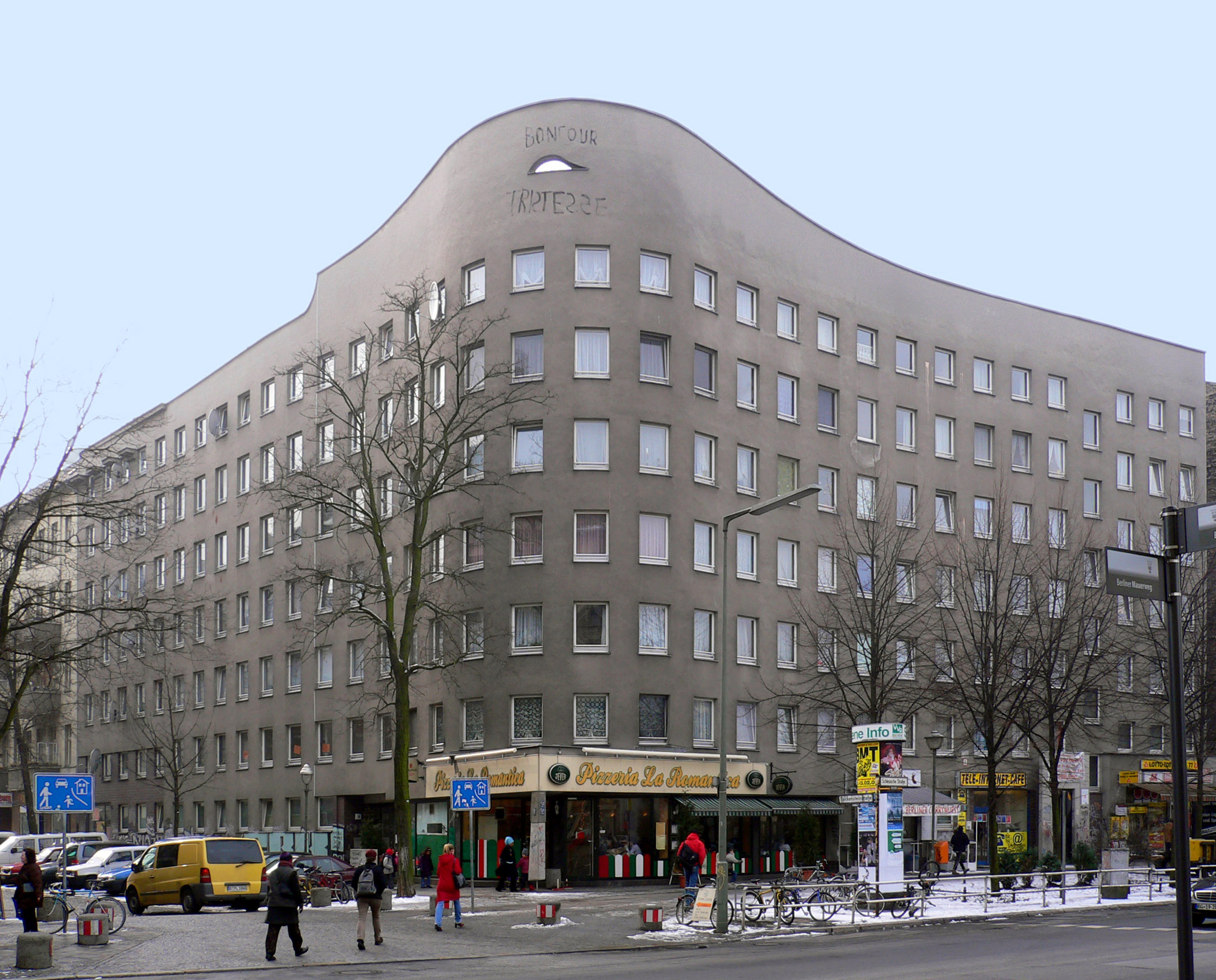
Berlín, Schlesische Straße, Budova "Bonjour Tristesse"

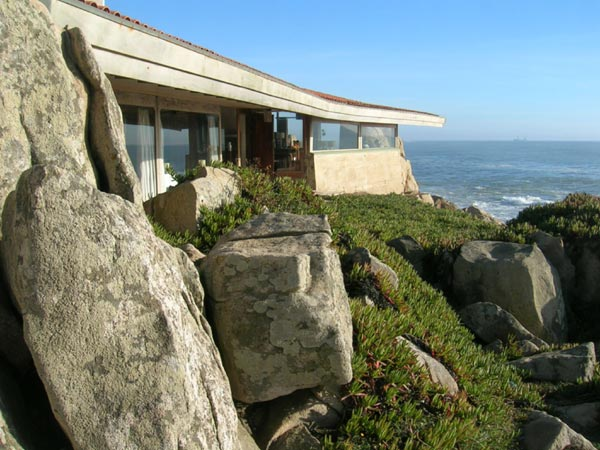
Boa Nova Tee Pavilon & Restaurace v Leça da Palmeira (Portugalsko)

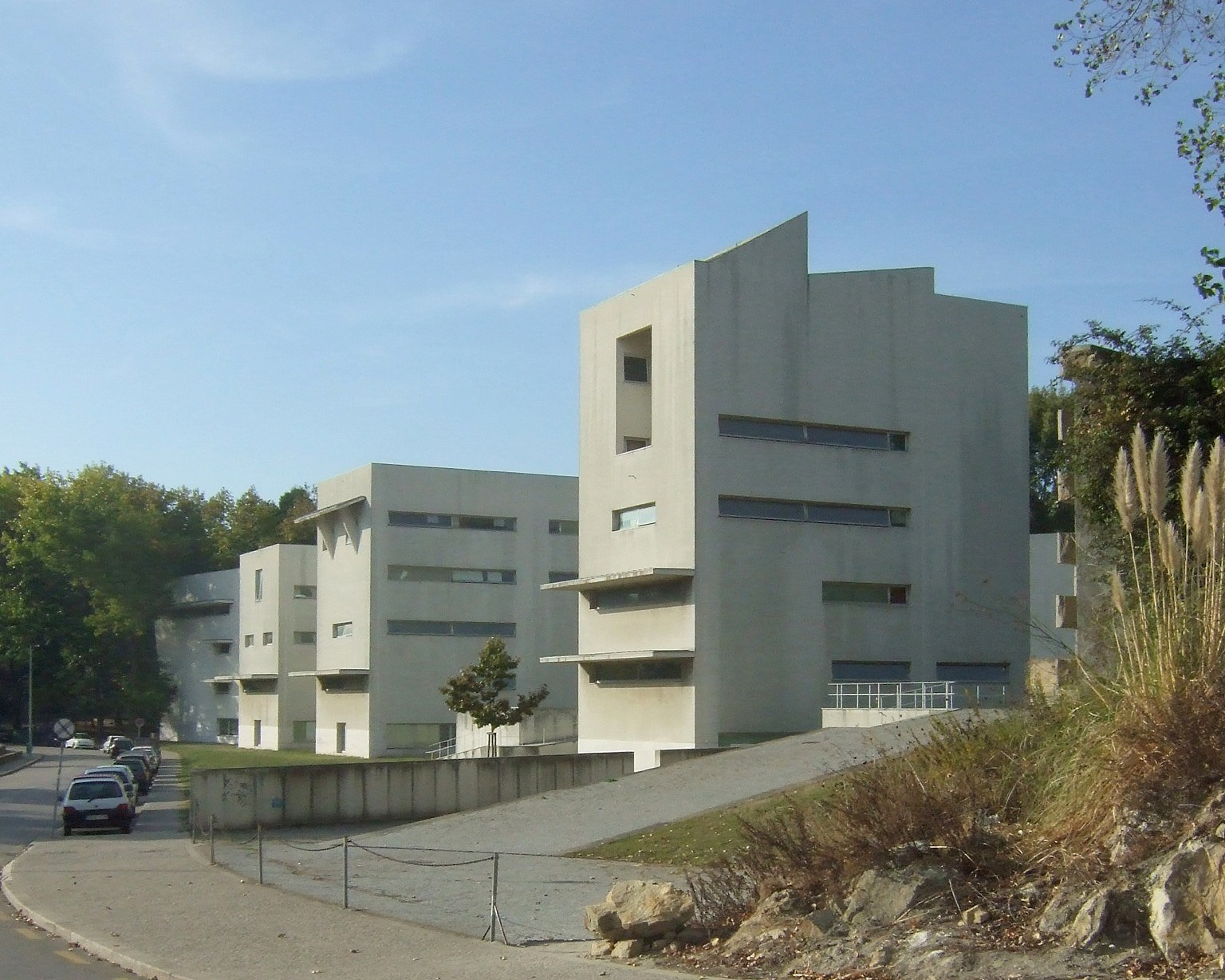
Fakulta architektury v Portu, Portugalsko

Álvaro Siza Vieira, celým jménem Álvaro Joaquim de Melo Siza Vieira (* 25. června 1933, Matosinhos, Portugalsko) je portugalský architekt. Patří mezi nejvýraznější osobnosti současné architektury a designu.

## Tvorba
Na svém kontě má stovky architektonických realizací téměř ve všech evropských zemích – od rodinných domů přes sídla bank, administrativní a univerzitní budovy, obchody, galerie, muzea či velké developerské zakázky. Ve svých projektech je Siza často i autorem kompletního interiérového vybavení od nábytku po vázy či popelníky. Vedle ateliérové činnosti působí také jako profesor na Fakultě architektury na Univerzitě v Portu.
V letech 1949 až 1955 studoval na Univerzitě v Portu (Escola de Belas Artes). Učil ho a výrazně také ovlivnil nejvýznamnější portugalský architekt Fernando Távora. Později s ním i spolupracoval, navrhl mu rodinný dům. Svou první realizaci stihl mladý Siza ještě před ukončením studia v roce 1954. Jde o čtyři rodinné domy v rodném Matosinhos. V letech 1955–1958 si Siza otevřel své první architektonické studio v Portu.
Jeho architektura obsahuje modernistické principy, které se stejně jako v celé portugalské architektuře prolínají se silnými tradicemi. Jeho tvorbu ovlivnili zejména Adolf Loos, Frank Lloyd Wright nebo Le Corbusier. Sizova architektura je založena na jednotě prostoru a hmoty. Siza bývá často označován za tvůrce minimalismu. Ve své tvorbě respektuje a zároveň využívá prostředí (viz Koupaliště Leca de Palmeira v Portu). Architekt dokonale pracuje se světlem a stínem.

## Výběr z tvorby
- 1956–1963 – Vítěz v soutěži na Boa Nova v Matosinhos a zakládá vlastní architektonickou praxi
- 1966 – Přímořské koupaliště Leca da Palmeira, Porto
- 1977–1978 – Sociální bydlení SAAL Bouça, Porto, Portugalsko (druhá etapa 2004–2006)
- 1995 – Univerzitní knihovna v Aveiru, Portugalsko
- 1996 – FAUP – Fakulta architektury v Portu, Portugalsko
- 1998 – Pavilon Portugalska na Expo '98, Lisabon, Portugalsko
- 1999 – Museu de Serralves, Porto, Portugalsko
- 2000 – Expo 2000, Hannover, Německo
- 2005 – Serpentine Gallery Pavilion, Londýn, Spojené království
- 2006 – Dům Tolo (Casa Tolo), Vila Real, Portugalsko
- 2008 – Galerie a kulturní centrum Fundação Iberê Camargo, Porto Alegre, Brazílie

## Vyznamenání a ocenění

### Státní vyznamenání
- velkodůstojník Řádu svatého Jakuba od meče, Portugalsko, 10. června 1992[1]
- velkokříž Řádu prince Jindřicha, Portugalsko, 9. července 1999[1]
- velkokříž Řádu veřejného vzdělávání, Portugalsko, 6. dubna 2017[1]

### Nestátní ocenění
- 1992 – Pritzkerova cena za architekturu
- 1996 – Cena Secil (portugalské ocenění v oblasti architektury a stavitelství)
- 2000 – Cena Secil
- 2001 – Cena Wolf
- 2006 – Cena Secil